# Rohrbachgraben (Szwajcaria)
Rohrbachgraben – gmina (niem. Einwohnergemeinde) w Szwajcarii, w kantonie Berno, w regionie administracyjnym Emmental-Oberaargau, w okręgu Oberaargau.

## Demografia
W Rohrbachgraben mieszka 390 osób. W 2020 roku 5,4% populacji gminy stanowiły osoby urodzone poza Szwajcarią.